# 皮通山
皮通山（Pitons）是位于圣卢西亚西南海岸苏弗里耶尔镇附近的两座火山栓（vocalnic plug），分别为大皮通山（Gros Piton）和小皮通山（Petit Piton）。皮通山和其周围地区是多种生物的栖息地，于2004年以“皮通山保护区”（Pitons Management Area）的名称列入世界遗产名录，总面积达29平方公里。

## 概况
皮通山保护区的陆地部分约长11千米，宽1千米。其中的大皮通山高770米，为圣卢西亚的第二高山，直径达3千米；小皮通山高743米，直径约1千米。大小皮通山之间由皮通细山脊连接，一直延伸到海面。两座火山周围的地区包括一个地热带，散布着火山喷气孔和热泉。皮通山保护区还管理着当地的农业、渔业、居民活动（约有1500名居民）和旅游业。
皮通山主要的陆地植物为潮湿热带森林和亚热带雨林，在接近海岸处和陡坡地段有一小部分干燥林，接近山顶处有潮湿矮林。大皮通山已发现至少148种植物，小皮通山和中间的山脊至少有97种植物，其中有8种珍稀树种。大皮通山还是大约27种鸟类（其中5种为当地特产鸟类）、3种当地特产啮齿动物、1种负鼠、3种蝙蝠、8种爬虫动物和3种两栖动物的栖息地。
珊瑚暗礁覆盖了保护区内几乎60%的海面。一项调查显示，这里有168种长须鲸，包括多种珊瑚在内的60种刺胞动物、8种软体动物、14种海绵、11种棘皮动物、15种节肢动物和8种环节动物。近海岸处有玳瑁出没，海面上还能看见鲸鲨和领航鲸的身影。